# Austrália nos Jogos Olímpicos da Juventude
A Austrália estreou-se nos Jogos Olímpicos de Verão da Juventude em 2010. O país participou também na edição de Inverno de 2012.

## Quadro de Medalhas

### Medalhas por Jogos de Verão
| Jogos          | Ouro | Prata | Bronze | Total |
| 2010 Singapura | 0    | 0     | 0      | 0     |
| Total          | 0    | 1     | 3      | 4     |

### Medalhas por Esportes
| Esporte        | Ouro | Prata | Bronze | Total |
| Halterofilismo | 0    | 1     | 1      | 2     |
| Judo           | 0    | 0     | 1      | 1     |
| Lutas          | 0    | 0     | 1      | 1     |
| Total          | 0    | 1     | 3      | 4     |

### Medalhistas
| Edição                                         | Medalha | Nome | Esporte              | Evento                           |
| ---------------------------------------------- | ------- | --- | -------------------- | -------------------------------- |
| Verão de 2010 (8 Ouros, 13 Pratas e 8 Bronzes) | Ouro    | Nicholas Schafer | Natação              | 100 m peito masculino            |
| Verão de 2010 (8 Ouros, 13 Pratas e 8 Bronzes) | Ouro    | Madison Wilson Emily Selig Zoe Johnson Emma McKeon | Natação              | 4x100 m medley feminino          |
| Verão de 2010 (8 Ouros, 13 Pratas e 8 Bronzes) | Ouro    | Max Ackermann Nicholas Schafer Kenneth To Justin James | Natação              | 4x100 m medley masculino         |
| Verão de 2010 (8 Ouros, 13 Pratas e 8 Bronzes) | Ouro    | Emily Selig | Natação              | 200 m peito feminino             |
| Verão de 2010 (8 Ouros, 13 Pratas e 8 Bronzes) | Ouro    | Nicholas Hough | Atletismo            | 110 m com barreiras masculino    |
| Verão de 2010 (8 Ouros, 13 Pratas e 8 Bronzes) | Ouro    | Damien Hooper | Boxe                 | Peso médio (até 75 kg)           |
| Verão de 2010 (8 Ouros, 13 Pratas e 8 Bronzes) | Ouro    | Jessica Fox | Canoagem             | Slalom K1 feminino               |
| Verão de 2010 (8 Ouros, 13 Pratas e 8 Bronzes) | Ouro    | Rory Middleton Luke Noblett Flynn Ogilvie Jay Randhawa Byron Walta Jordan Willott Oscar Wookey Dylan Wootherspoon Daniel Beale Robert Bell Andrew Butturini Ryan Edge Jake Farell Casey Hammond Jeremy Hayward Daniel Mathiesen | Hóquei sobre a grama | Torneio Masculino de Hóquei      |
| Verão de 2010 (8 Ouros, 13 Pratas e 8 Bronzes) | Prata   | Ellie Salthouse | Triatlo              | Individual feminino              |
| Verão de 2010 (8 Ouros, 13 Pratas e 8 Bronzes) | Prata   | Kenneth To Emma McKeon Madison Wilson Justin James | Natação              | 4x100 m livre misto              |
| Verão de 2010 (8 Ouros, 13 Pratas e 8 Bronzes) | Prata   | Kenneth To | Natação              | 200 m medley masculino           |
| Verão de 2010 (8 Ouros, 13 Pratas e 8 Bronzes) | Prata   | Emma McKeon | Natação              | 100 m livre feminino             |
| Verão de 2010 (8 Ouros, 13 Pratas e 8 Bronzes) | Prata   | Emma Basher Olympia Aldersey | Remo                 | Dois sem feminino                |
| Verão de 2010 (8 Ouros, 13 Pratas e 8 Bronzes) | Prata   | Kenneth To | Natação              | 50 m livre masculino             |
| Verão de 2010 (8 Ouros, 13 Pratas e 8 Bronzes) | Prata   | Emily Selig | Natação              | 100 m peito feminino             |
| Verão de 2010 (8 Ouros, 13 Pratas e 8 Bronzes) | Prata   | Nicholas Schafer | Natação              | 50 m peito masculino             |
| Verão de 2010 (8 Ouros, 13 Pratas e 8 Bronzes) | Prata   | Michelle Jenneke | Atletismo            | 100 m com barreiras feminino     |
| Verão de 2010 (8 Ouros, 13 Pratas e 8 Bronzes) | Prata   | Brandon Starc | Atletismo            | Salto em altura masculino        |
| Verão de 2010 (8 Ouros, 13 Pratas e 8 Bronzes) | Prata   | Elizabeth Parnova | Atletismo            | Salto com vara feminino          |
| Verão de 2010 (8 Ouros, 13 Pratas e 8 Bronzes) | Prata   | Olivia Bontempelli Hannah Kaser Mikhaela Donnely Rose Fadljevic | Basquetebol          | Torneio Feminino de Basquetebol  |
| Verão de 2010 (8 Ouros, 13 Pratas e 8 Bronzes) | Prata   | Brett Mather | Boxe                 | Peso leve (até 60 kg)            |
| Verão de 2010 (8 Ouros, 13 Pratas e 8 Bronzes) | Bronze  | Matthew Cochran David Watts | Remo                 | Dois sem masculino               |
| Verão de 2010 (8 Ouros, 13 Pratas e 8 Bronzes) | Bronze  | Nicholas Schafer | Natação              | 200 m peito masculino            |
| Verão de 2010 (8 Ouros, 13 Pratas e 8 Bronzes) | Bronze  | Max Ackermann | Natação              | 50 m costas masculino            |
| Verão de 2010 (8 Ouros, 13 Pratas e 8 Bronzes) | Bronze  | Emma McKeon | Natação              | 200 m livre feminino             |
| Verão de 2010 (8 Ouros, 13 Pratas e 8 Bronzes) | Bronze  | Emma McKeon | Natação              | 50 m livre feminino              |
| Verão de 2010 (8 Ouros, 13 Pratas e 8 Bronzes) | Bronze  | Kenneth To | Natação              | 100 m livre masculino            |
| Verão de 2010 (8 Ouros, 13 Pratas e 8 Bronzes) | Bronze  | Max Ackermann Kenneth To Emily Selig Emma McKeon | Natação              | 4x100 m medley misto             |
| Verão de 2010 (8 Ouros, 13 Pratas e 8 Bronzes) | Bronze  | Angela Donald | Ginástica artística  | Trave feminino                   |
| Inverno de 2012 (2 Bronzes)                    | Bronze  | Sharnita Crompton | Hóquei no gelo       | Habilidades individuais feminino |
| Inverno de 2012 (2 Bronzes)                    | Bronze  | Alexandra Fitch | Snowboard            | Slopestyle feminino              |